# 섭적
섭적 (葉適, 1150년–1223년), 자 정측 (正则), 별호 수심 선생 (水心先生)은 송나라의 신유학자였다.(p. 748)
저장 원저우 출신인 그는 오늘날 저장성의 원저우부 출신 철학자들로 주로 구성된 신유학파인 영가학파의 가장 유명한 인물이었다.(p. 748) 같은 시대의 주희나 육구연과 같은 다른 학자들과 대조적으로, 그는 실천적 학문과 유교 교리를 실제 세계 문제에 적용하는 것을 강조했다. 이 학파는 명나라와 청나라 시대의 가장 중요한 철학자였던 왕수인과 황종희를 포함하여 저장성 출신의 후대 사상가들에게 중요한 영향을 미쳤다.

## 경제적 견해
예스는 재정, 정부 조직, 군사와 같은 주제에 대한 수많은 글과 광범위한 논의를 작성했다. 국가 문제를 다루는 그의 접근 방식은 남송 정부 관리들 사이에서 당혹감을 불러일으켰다.(p. 749)
예스는 송나라의 재정 기구 확장을 비판하고 재정 보수주의를 옹호하며 확장을 도덕적으로 파산한 "착취"이자 "돈벌이"로 간주했다. 그러나 많은 유교 도덕주의자들은 이 주제에 대해 낙관적이었다.
그는 또한 실제 정책이 "염리"(물질적 이득 축적)의 경계를 넘어섰다고 주장했음에도 불구하고 왕안석의 신법이 "이재"(정부 재정의 적절한 관리)에 해당한다는 입장을 옹호했다.
그는 남송 왕조 시대에 국자감의 사학(司學)을 역임했다. 영종 재위 기간에 그는 "파벌주의자"이자 "이단 학자 파벌"의 일부로 낙인찍혔다. 이로 인해 그는 정부 직위를 잃었다.

## 작품
예스의 현존하는 중요한 작품 중 일부는 다음과 같다.

### 문집
- 수심문집 (水心文集)
- 수심별집 (水心別集)

### 서적
- 습학기언서목 (習學紀言序目)